# Берат Бужала
Берат Бужала (алб. Berat Buzhala; рођен 22. новембра 1975) је косовско-албански новинар и бивши посланик у Скупштини Косова испред Демократске партије Косова, која је била на власти у то време. У политику је ушао након каријере у новинарству. Након једног мандата, повукао се из политике и вратио медијима.
Припада млађој генерацији новинара који су се афирмисали након рата на Косову. Каријеру је започео као економски новинар у дневним листовима Зери и Коха Диторе, да би касније постао један од суоснивача дневног листа Gazeta Express.
Године 2018. покренуо је телевизију T7, која се бави независним новинарством и аналитичким извештавањем о политичким и економским темама. Године 2021. основао је дигитални медијски портал Nacionale, са седиштем на Косовмету, који производи оригинални садржај у облику текстова, видео и подкаста, обрађујући друштвене, економске и политичке теме из региона.
Бужала је рођен у Чабићу, код Клине, а тренутно живи и ради у Приштини.

## Контроверзе
Лист Gazeta Express, који је Бужала коосновао, као и лист Зери, у којем је радио, означени су као главни канали за дезинформације на Косову у студији Европског парламента.